# Katzenbuckel
Der Katzenbuckel ist ein erodierter Schlot eines erloschenen Vulkans und mit 626,8 m ü. NHN der höchste Berg des Odenwaldes. Er befindet sich bei Waldkatzenbach im baden-württembergischen Neckar-Odenwald-Kreis.
Auf dem Berg steht der Aussichtsturm Katzenbuckel. Benachbart sind der Katzenbuckelsee (Ex-Steinbruch) und der Weg der Kristalle (Lehrpfad).

## Geographische Lage
Der Katzenbuckel erhebt sich im Naturpark Neckartal-Odenwald in der Gemarkung der Gemeinde Waldbrunn. Sein Gipfel liegt 3 km westlich von deren Kernort und 4 km ostnordöstlich des Kernorts von Eberbach am Neckar. Am südöstlichen Hangfuß liegt Waldkatzenbach.

## Geologie
Der Katzenbuckel-Vulkan überragt heute die Buntsandsteinhochfläche des Odenwaldes. Sein Schlot hatte einen Durchmesser von etwa 1000 Metern. Zur Zeit seiner Tätigkeit lag über der heutigen Landoberfläche noch ein Paket von Sedimentgesteinen mit einer Mächtigkeit von über 600 Metern bis hinauf zu den Schichten des Jura. Diese wurden im Laufe der Jahrmillionen abgetragen (durchschnittlich 1 mm in 100 Jahren), wobei das harte Basaltgestein des Vulkans freigelegt wurde, der Foidit Sanidin-Nephelinit. Der am Nebengipfel Michelsberg abgebaute Natrium-Shonkinit entstand durch Nachfluss von Magmen, die in den weitaus größeren Sanidin-Nephelinit-Magmenkörper intrudierten.
Tuffe und kleine vulkanische Bomben beweisen, dass der Katzenbuckel-Vulkan ausgebrochen war, vermutlich explosiv infolge einer Wasserdampfexplosion durch Grundwasser-Magmen-Berührung im Untergrund (Maar-Vulkanismus), darauf deuten jedenfalls Tuffe mit Nebengesteinseinschlüssen hin. Spuren eines Einsturztrichters oder einer Caldera wurden bisher nicht gefunden. Die Entwicklung des Vulkanismus am Katzenbuckel muss durch geologische Untersuchungen auf der Basis der aktuellen Forschungslage noch genauer geklärt werden; die letzten geowissenschaftlichen Forschungsprojekte wurden in den 1970ern und 1980er Jahren unternommen.
Jüngere Messungen datieren das Alter des vulkanischen Gesteins auf 69,6 Millionen Jahre und damit in die obere Kreidezeit. Damit ist der Katzenbuckel-Vulkan eine der ältesten vulkanischen Bildungen des Vulkanismus am nördlichen Oberrheingraben.
Das vulkanische Gestein wurde als Schotter in zwei Steinbrüchen abgebaut. Im Steinbruch am Gaffstein gewann man eine Varietät des Katzenbuckel-Hauptgesteins Sanidin-Nephelinit, im Steinbruch am Michelsberg (Zweitgipfel des Katzenbuckels) Natrium-Shonkinit; die Michelsbergkuppe wurde abgetragen. Nach einer Sprengung im Jahr 1970 trat hier Grundwasser zu Tage und verfüllte die unteren Sohlen im Steinbruch; hierdurch entstand der Katzenbuckelsee.
Am Katzenbuckel treten Ganggesteine mit einer Fülle von Mineralen auf, die heute kaum noch zu finden sind, da nach dem Ende des Steinbruchbetriebs keine frischen Aufschlüsse mehr bestehen. Früher nachgewiesen wurden beispielsweise Natrolith und Apatit. Ein hoher Gehalt an Magnetit lenkt an einigen Stellen, besonders am Gipfelfelsen, Kompassnadeln von der magnetischen Nordrichtung ab.
Der Katzenbuckel und seine Gesteine waren Gegenstand zahlreicher wissenschaftlicher Untersuchungen. So erschien die Dissertation über den Nephelinit vom Katzenbuckel von H. Rosenbusch im 19. Jahrhundert. Weiter zu nennen sind etwa die Untersuchungen von Wilhelm Freudenberg aus dem Jahr 1906, Hans Nieland 1931, oder G. Frenzel 1955 und 1975. 1982 erschien ein Geologischer Führer zum südlichen Odenwald von Volker Schweizer in Zusammenarbeit mit Reinhart Kraatz, in dem unter anderen die Geologie des Katzenbuckels und seine Aufschlüsse beschrieben werden. Die Sammlung Karl Grathwohls, die vor allem Exponate vom Katzenbuckel enthält, ist seit 2019 im Dorfmuseum Wagenschwend ausgestellt.

## Namensherkunft

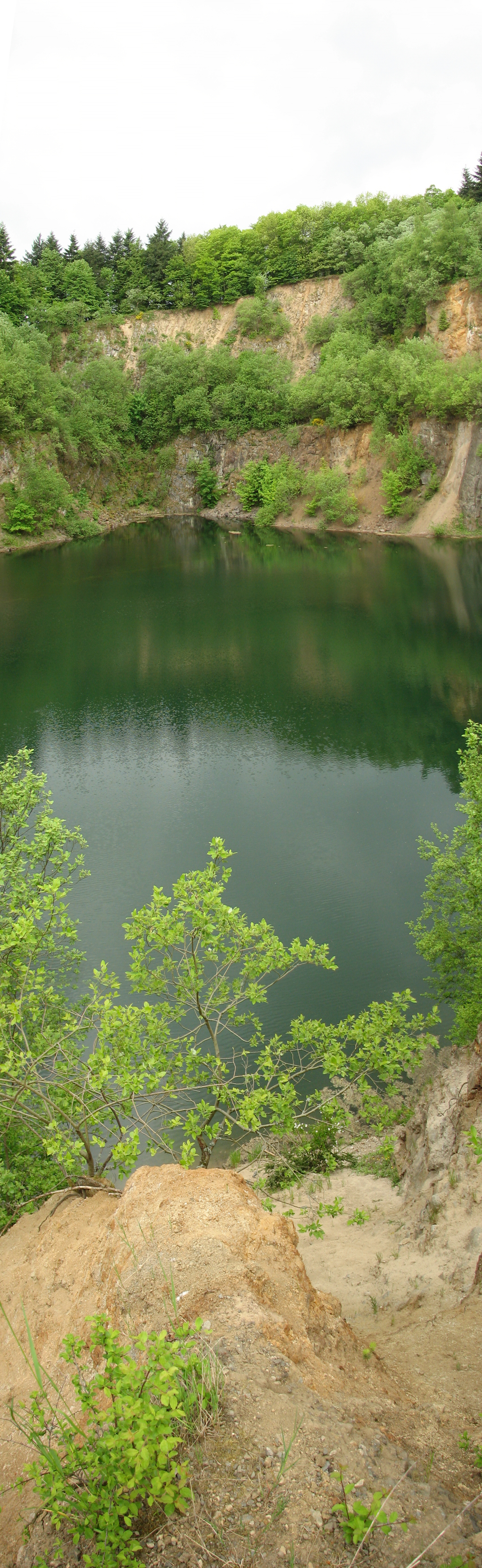
Der Katzenbuckelsee in ehemaligem Steinbruch. Zu erkennen ist die Färbung von kristallinem Grundgestein, die vom sonst an der Oberfläche des Odenwaldes aufgeschlossenen Buntsandstein und Muschelkalk deutlich abweicht.

Zur Herkunft des Wortes Katzenbuckel gibt es verschiedene, ungesicherte Erklärungen. Nach einer soll die Gestalt des Bergs die Umwohner an den gekrümmten Rücken einer Katze erinnert haben. Andere leiten den Bergnamen vom Stammesnamen der Chatten ab, die einst ihr Hauptsiedlungsgebiet in Nord- und Mittelhessen hatten; er lebt auch im Namen des nur drei Kilometer entfernten Bundeslandes Hessen fort.

## Klima
Der Katzenbuckel und seine Umgebung sind merklich kühler als andere Teile des Odenwaldes, was seinen Hochflächen auch den volkstümlichen Namen Winterhauch eingebracht hat. Meist fällt ab Anfang November der erste Schnee. Über den ganzen Winter lagen ehedem dann auf dem Katzenbuckel meist um die 30 Zentimeter Schnee, zuweilen auch bis zu 70 Zentimeter. Oft taute er erst Ende April ab, die Langlaufloipen und die Sprungschanze (Katzenbuckelschanze) am Katzenbuckel galten daher früher als besonders schneesicher.

## Weg der Kristalle
Ein geologischer und mineralogischer Lehrpfad – der Weg der Kristalle – erklärt die Entstehungsgeschichte des Katzenbuckels. Er beginnt im ehemaligen Steinbruch am Katzenbuckelsee und endet auf dem Berggipfel am Aussichtsturm. Der 1,5 Kilometer lange, ausgeschilderte Weg ist in einer guten Stunde zu begehen.

## Aussichtsturm
Auf der Kuppe des Katzenbuckels steht der 18 m hohe Aussichtsturm Katzenbuckel, der 1820 aus Sandstein erbaut wurde. Er bietet Ausblicke über die bewaldeten Kuppen und Bergrücken des Odenwaldes, zum Spessart und zu den Schwäbisch-Fränkischen Waldbergen. Nach Nordwesten sieht man zur höchsten Erhebung des hessischen Odenwaldes, zur Neunkircher Höhe mit Kaiserturm bei Lindenfels. Günstige Wetterlagen erlauben sogar Fernsichten bis in den Taunus (>90 km) und zur Schwäbischen Alb in bis zu 120 km Entfernung. Nach Südwesten und Westen verhindert der umgebende Baumbestand den Ausblick.

## Skisprungschanze

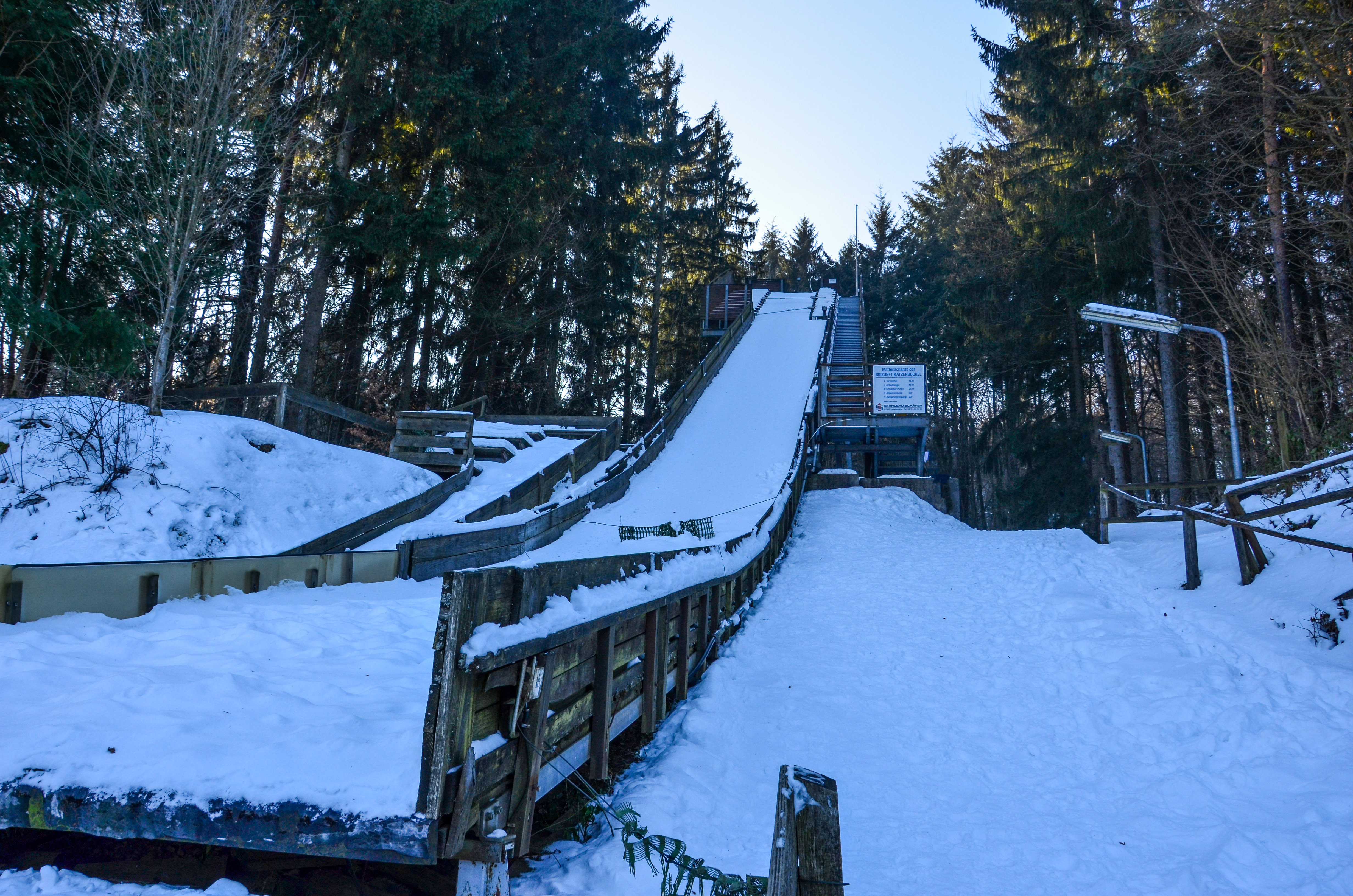
Sprungschanze am Katzenbuckel

Die Katzenbuckelschanze befindet sich am Osthang auf 560 Meter über Normalnull in unmittelbarer Nähe der früheren Basaltbrüche. Die Schanzenanlage besteht aus drei Mattenschanzen (K-Punkte: 7, 12 und 25 Meter), die von der Skizunft (SZ) Katzenbuckel Eberbach betrieben werden. Sie ist aufgrund der Lage im Lee unterhalb des Berggipfels überwiegend windgeschützt.
Die 1949 im 15 Kilometer entfernten Eberbach neu gegründete Skizunft Katzenbuckel eröffnete im Dezember 1950 ihre erste Schanze, auf der bis zu 15 Meter weit gesprungen wurde. 1952 hatte die vergrößerte Holzschanze einen kritischen Punkt von 25 Metern, 1961 lag er bei 32 Metern. Im Jahr 1976 errichtete die Firma Schwer aus Schonach eine völlig neue Schanze, deren hölzerner Anlaufturm eine Höhe von 17 Metern hatte. Nun hatte die Schanze einen K-Punkt von 38 Metern und eine kleinere Schanze K20 mit kurzem Anlaufgerüst. Die später erzielte Bestweite des Mannheimers Görtz von 40 Metern bleibt der Schanzenrekord auf der alten Anlage. 1994/95 wurde die Katzenbuckelschanze zu einer K25-Mattenschanze mit modernem Profil umgebaut und 2004 wurde in Eigenleistung eine Keramik-Anlaufspur eingesetzt sowie der hölzerne Anlaufturm durch eine Stahlkonstruktion ersetzt. Die Anlage wurde um eine K12- und K7-Schanze erweitert. Außerdem wurden die Banden im Auslauf modernen Sicherheitbedürfnissen angepasst.
Die Katzenbuckelschanze ist Stützpunktanlage des Skiverbandes Schwarzwald-Nord und hat als einzige Sprungschanze zwischen Schwarzwald und Rhön für den Nachwuchs in Süddeutschland eine große Bedeutung. Die einheimischen Springer, die regelmäßig auf der Schanze trainieren, kommen aus dem gesamten nordbadischen Raum und dem südlichen Hessen. Erfolgreichster Springer des Heimvereins ist Kai Bracht, als Juniorenmannschaftsweltmeister von 1996 und dreifacher Deutscher Meister.

## Weiteres
- Deutsche Auswanderer des 18. Jahrhunderts aus der Gegend um Eberbach gaben einer Erhebung in ihrer neuen Heimat Ephrata in Pennsylvania den Namen Katzenbuckel. Der Begriff ist unter Pennsylvania-Deutschen noch immer gebräuchlich. Über den Gipfel führt die Cat's Back Road, auf PA-Deutsch Katze Boucle Weeg, deutsch etwa Katzenbuckelstraße.
- Katja Seizinger, ehemalige deutsche Skirennläuferin, dreifache Olympiasiegerin, Weltmeisterin und zweimalige Gesamtweltcup-Siegerin, erlernte am Katzenbuckel das Skifahren. Sie lebte ab ihrem sechsten Lebensjahr in Eberbach und war Mitglied im Verein Skizunft Katzenbuckel.

## Galerie

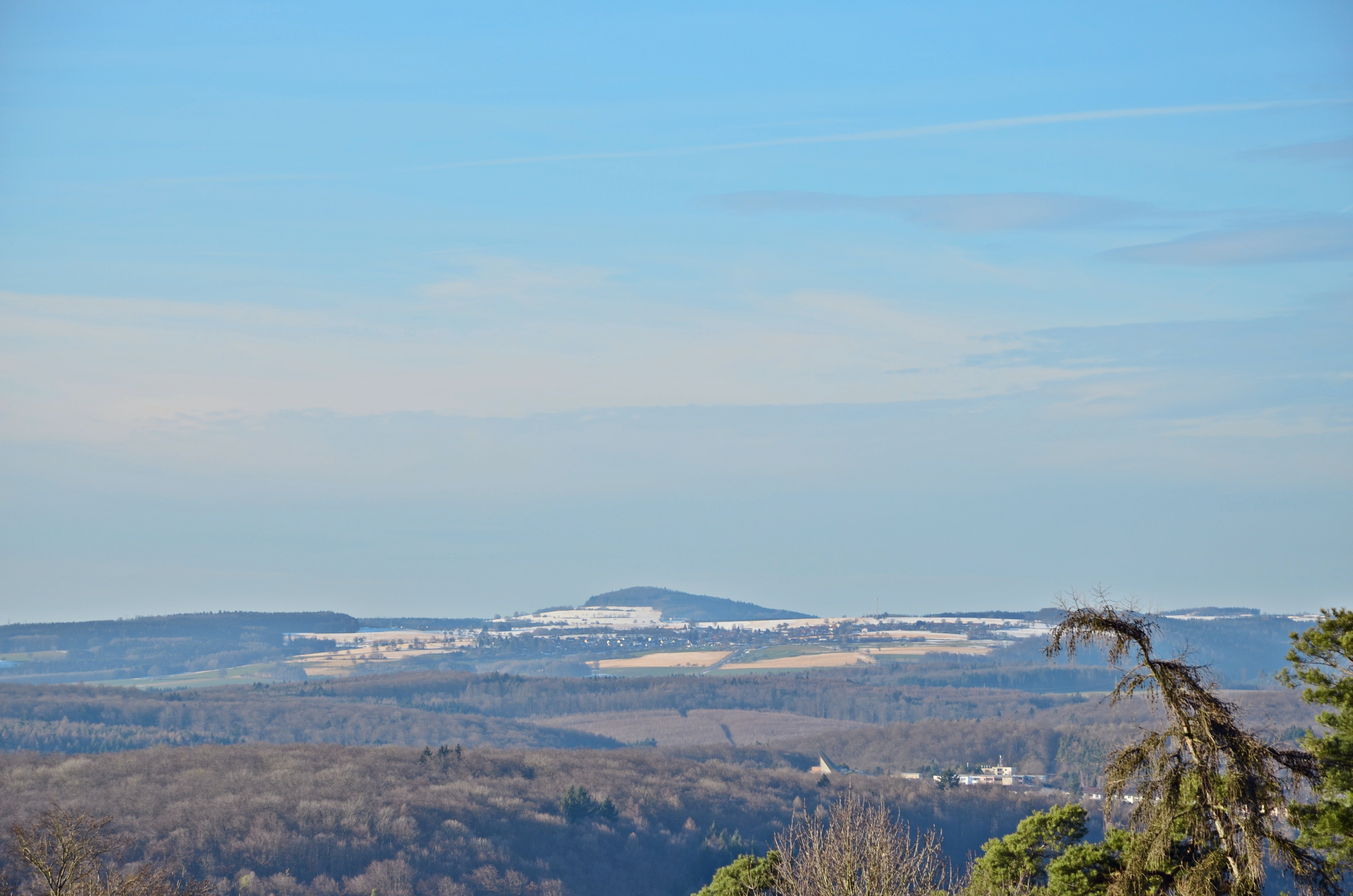
Der Katzenbuckel von Bergfeld (Mosbach) aus gesehen (mittig)
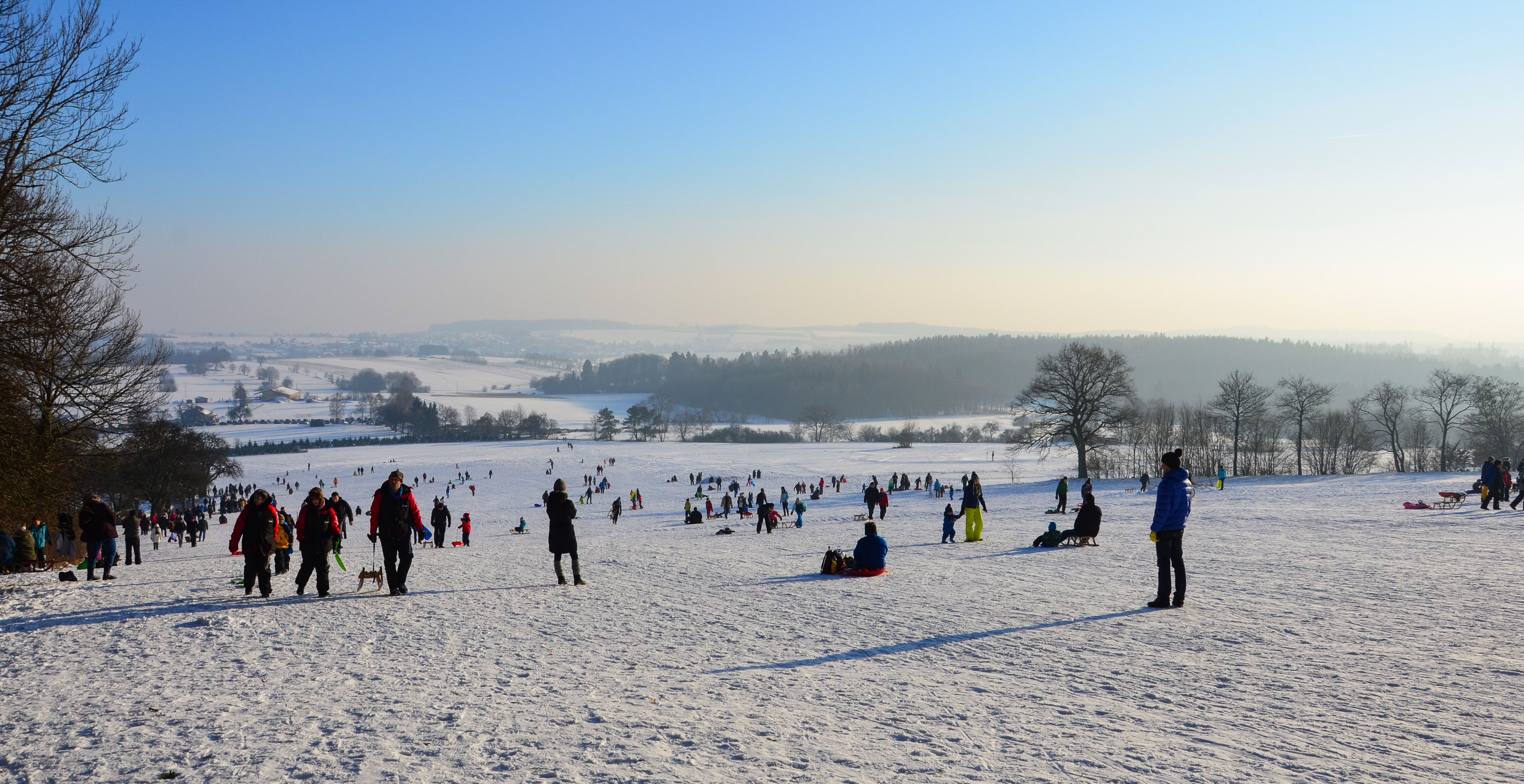
Wintersport am Katzenbuckel
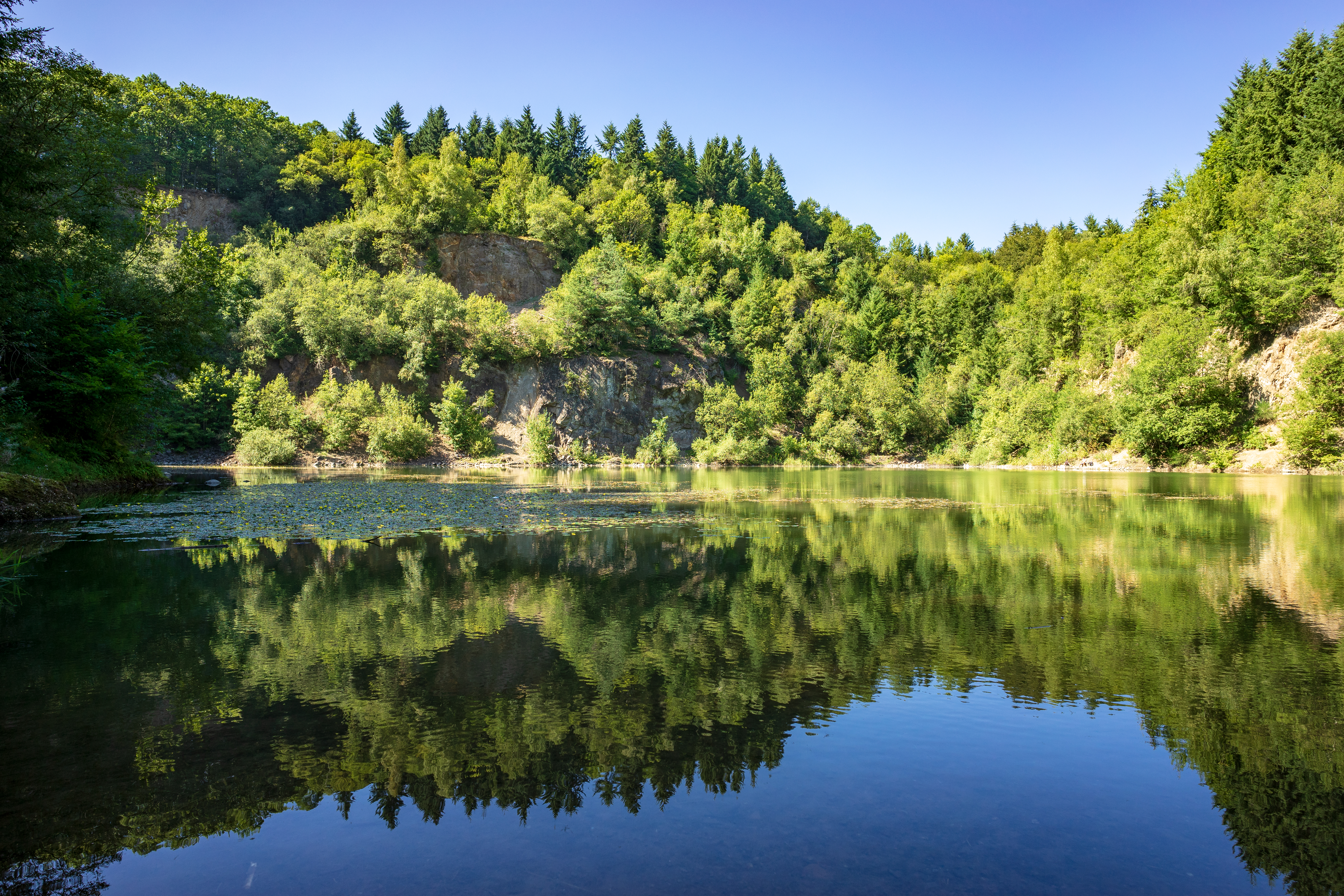
Der Katzenbuckelsee
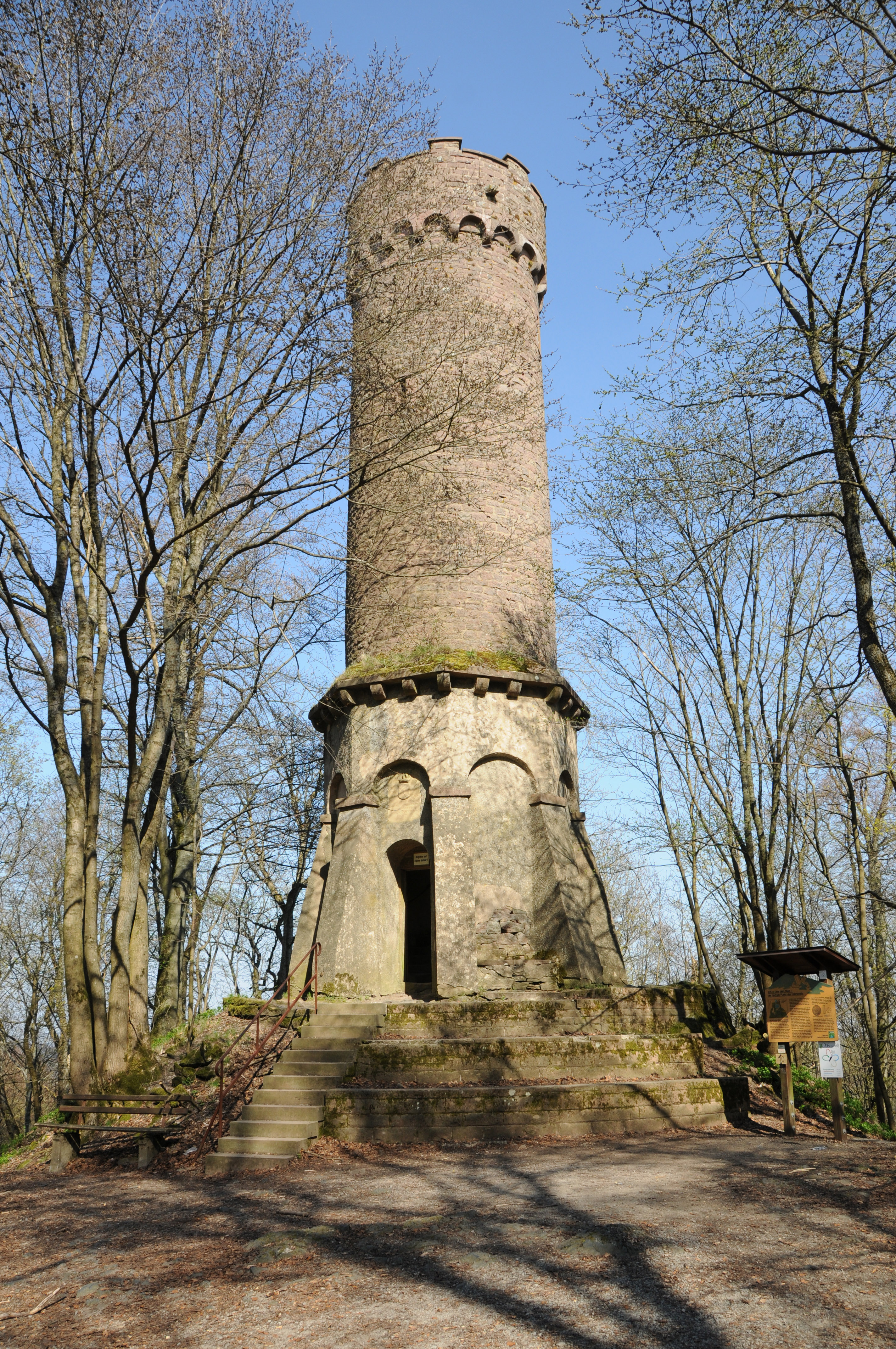
Aussichtsturm Katzenbuckel
Ausblick vom Aussichtsturm, Panorama (280°)